# 大蔵省総務局
大蔵省総務局（おおくらしょうそうむきょく）は、戦前の大蔵省に置かれていた内部部局である。

## 概要
1942年11月1日、従来大臣官房に置かれていた文書課、企画課、考査課（1942年1月24日設置）の3課を移す形で新設された。また、同日に廃止される理財局地方債課の機能のうち、一部が地方財務課として引き継がれる。1945年5月19日、廃止となる。

## 組織
- 文書課
公文書類及び成案文書の接受・発送ならびに公文書類の編纂保存、統計報告の調整に関する事項を管掌。
- 企画課（総務課）
国家資金の動員及び配分に関する総合計画の設定、財政及び金融に関する総合計画の設定に関する事項を管掌。1943年11月5日に課名が総務課になるも、1945年3月17日に再び企画課となる。
- 考査課
行政の考査一般に関する事項を管掌。
- 地方財務課
各道府県市町村及び公共組合の歳計・諸収入・公債に関する事項ならびに財務の監督、権災援助基金に関する事項を管掌。

## 総務局長
| 氏名     | 就任年月日    | 後職               | 備考         |
| 総務局長 | 総務局長      | 総務局長           | 総務局長     |
| -------- | ------------- | ------------------ | ------------ |
| 迫水久常 | 1942年11月1日 | 内閣参事官         | 文書課長併任 |
| 松田令輔 | 1943年11月5日 | 総合計画局第一部長 |              |
| 山際正道 | 1944年11月1日 | 大蔵次官           |              |